# Liste antiker Ortsnamen und geographischer Bezeichnungen/My
| Lateinischer Name | Griechischer Name                        | Beschreibung                             | Heute                                                                         | Quellen und Verweise | Lage |
| ----------------- | ---------------------------------------- | ---------------------------------------- | ----------------------------------------------------------------------------- | -------------------- | ---- |
| Mycale            |                                          |                                          |                                                                               | Smith;               |      |
| Mycalessus        |                                          |                                          |                                                                               | Smith;               |      |
| Mycenae           | Μυκῆναι (Mykēnai), Μυκήνη (Mykēnē)       | bronzezeitliche Siedlung in der Argolis  |                                                                               | Smith;               |      |
| Mycenae           |                                          | Stadt auf Kreta                          |                                                                               | Smith;               |      |
| Myceni            |                                          |                                          |                                                                               | Smith;               |      |
| Mychus            |                                          |                                          |                                                                               | Smith;               |      |
| Myconus           |                                          |                                          |                                                                               | Smith;               |      |
| Mygdones          |                                          |                                          |                                                                               | Smith;               |      |
| Mygdonia          |                                          |                                          |                                                                               | Smith;               |      |
| Mygdonia          |                                          |                                          |                                                                               | Smith;               |      |
| Mygdonius         |                                          |                                          |                                                                               | Smith;               |      |
| Mylae             | Μυλαί (Mylai)                            | Stadt auf Sizilien                       | Milazzo in Italien                                                            | Smith;               |      |
| Mylae             |                                          | Stadt in Thessalien                      | etwa 1 km nördlich von Mesochori im Regionalbezirk Larisa                     | Smith;               |      |
| Mylae             | Μυλαί (Mylai)                            | zwei Inseln vor der Küste von Kreta      | Pontikonisi und Tigani                                                        | Smith;               |      |
| Mylas             |                                          | Stadt in Kilikien                        |                                                                               |                      |      |
| Mylas             |                                          |                                          |                                                                               | Smith;               |      |
| Mylassa           |                                          |                                          |                                                                               | Smith;               |      |
| Myndus            | Μύνδος (Myndos)                          | Stadt in Karien                          |                                                                               | Smith;               |      |
| Myonia            |                                          |                                          |                                                                               | Smith;               |      |
| Myonnesus         |                                          |                                          |                                                                               | Smith;               |      |
| Myonnesus         |                                          |                                          |                                                                               | Smith;               |      |
| Myra              | Μύρα (Myra)                              | Stadt in Lykien                          | Demre in der Provinz Antalya in der Türkei                                    | Smith;               |      |
| Myrcinus          |                                          |                                          |                                                                               | Smith;               |      |
| Myriandrus        |                                          |                                          |                                                                               | Smith;               |      |
| Myricus           |                                          |                                          |                                                                               | Smith;               |      |
| Myrikion          |                                          | Stadt in Galatia, südwestlich von Ancyra | in der Nähe des Dorfes Yeşilyurt (Haymana) im Landkreis Haymana in der Türkei |                      |      |
| Myrina            | Μυρίνα (Myrina)                          | Stadt in Mysien                          | 5 km nördlich von Aliağa in der Türkei                                        | Smith;               |      |
| Myrina            | Μύρινα (Myrina)                          | Stadt auf Lemnos                         | Myrina                                                                        | Smith;               |      |
| Myrina            |                                          | Stadt auf Kreta                          |                                                                               | Smith;               |      |
| Myrlea            |                                          |                                          |                                                                               | Smith;               |      |
| Myrmecium         |                                          |                                          |                                                                               | Smith;               |      |
| Myrmex            |                                          |                                          |                                                                               | Smith;               |      |
| Myrmidones        |                                          |                                          |                                                                               | Smith;               |      |
| Myrrhinus         |                                          |                                          |                                                                               | Smith;               |      |
| Myrsinus          |                                          |                                          |                                                                               | Smith;               |      |
| Myrtilis          |                                          |                                          |                                                                               | Smith;               |      |
| Myrtium           |                                          |                                          |                                                                               | Smith;               |      |
| Myrtos            |                                          | Insel vor Euböa                          | Mandilou                                                                      | Smith;               |      |
| Myrtoum Mare      |                                          |                                          |                                                                               | Smith;               |      |
| Myrtuntium        |                                          |                                          |                                                                               | Smith;               |      |
| Mysaris           |                                          |                                          |                                                                               | Smith;               |      |
| Mysia             |                                          |                                          |                                                                               | Smith;               |      |
| Mysius            |                                          |                                          |                                                                               | Smith;               |      |
| Mysocaras         |                                          |                                          |                                                                               | Smith;               |      |
| Mysomacedones     |                                          |                                          |                                                                               | Smith;               |      |
| Mystia            |                                          |                                          |                                                                               | Smith;               |      |
| Mythepolis        |                                          |                                          |                                                                               | Smith;               |      |
| Mytilene          | Μυτιλήνη (Mytilēnē), Μιτυλήνη (Mitylēnē) | Stadt auf Lesbos                         | Mytilini                                                                      | Smith;               |      |
| Mytistratus       |                                          |                                          |                                                                               | Smith;               |      |
| Myus              | Μυοῦς (Myous)                            | ionische Stadt in Karien                 | nördlich des Bafa Gölü in der Nähe des Dorfes Avşar                           | Smith;               |      |